# Samosely

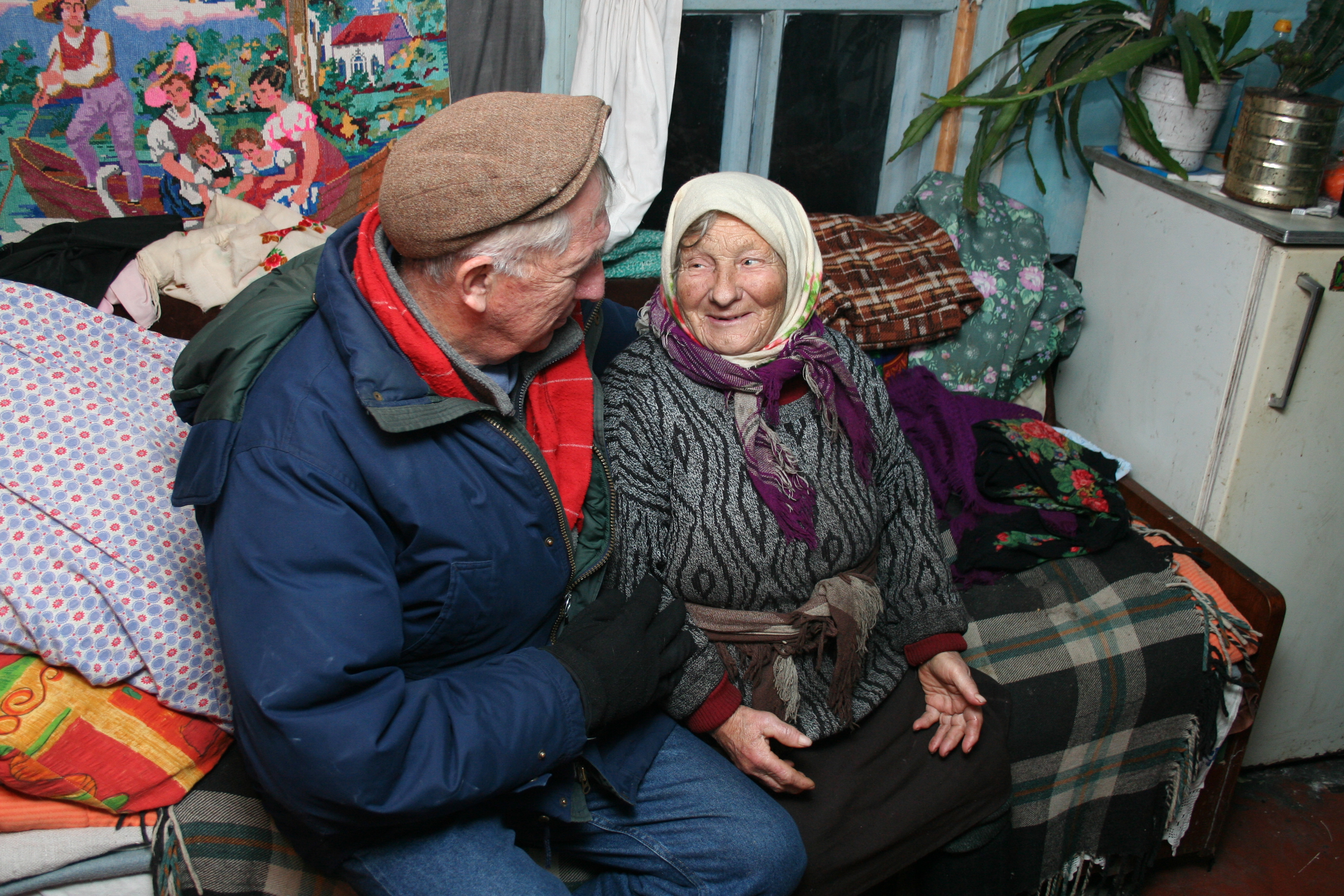
Zwei Samosely (2007)

Samosely (ukrainisch самосели, belarussisch самасёлы/Samasjoly, russisch самосёлы/Samosjoly, — „Selbstsiedler“) sind illegale Bewohner der 30 Kilometer-Sperrzone rund um die am stärksten kontaminierten Gebiete in der Nähe des Kernkraftwerks Tschernobyl in Belarus und der Ukraine.

## Überblick
Die Zone umfasst eine Reihe von verlassenen Städten und Dörfern, deren gegenwärtige Bevölkerung aus Menschen besteht, die sich entweder weigerten, das Gebiet zu räumen, oder sich heimlich in der relativ ungeschützten Region wieder ansiedelten, nachdem sie abgesperrt wurde. Die Mehrheit der Samosely sind ältere Leute, die sich in der Gegend vor der Nuklearkatastrophe von Tschernobyl niederließen, obschon einige der Samosely unzufriedene Ansiedler von außerhalb der Region sind. Als die Bevölkerung evakuiert wurde, sagte man ihnen anfangs, sie könnten in ein paar Tagen zurückkehren, und viele wurden in den Gebieten, in die sie von der Regierung umgesiedelt wurden, diskriminiert. Ab dem Jahr 2009 wird angenommen, dass weniger als 400 Samosely der früheren Bevölkerung von schätzungsweise über 10.000(Quelle?) übrigblieben. Die meisten sind in der Stadt Tschornobyl selbst konzentriert, ungefähr die Hälfte der Bevölkerung verteilte sich in anderen Dörfern in der gesamten Zone.

## Bevölkerung
In der Ukraine wurde die Zahl der Samosely im Jahr 2020 auf 120 geschätzt, gegenüber 197 im Jahr 2012, 328 im Jahr 2007 und 612 im Jahr 1999. Während der letzten 25 Jahre gab es mehr als 900 Todesfälle in der Sperrzone von Tschernobyl. Die einzige bekannte Geburt fand am 25. August 1999 statt.
Die größeren Zentren der Wohnbevölkerung im Jahr 2007:
| Siedlung            | Bevölkerung | Bevölkerung (1986) | Region  | Ukrainisch       |
| ------------------- | ----------- | ------------------ | ------- | ---------------- |
| Tschornobyl (Stadt) | 136         | 13,700             | Iwankiw | Чорнобиль        |
| Illinzi             | 37          | 1,059              | Iwankiw | Іллінці          |
| Teremzi             | 36          | 463                | Iwankiw | Теремці          |
| Kupuwate            | 32          | 324                | Iwankiw | Купувате         |
| Opatschytschi       | 20          | 681                | Iwankiw | Опачичі          |
| Paryschiw           | 16          | 678                | Iwankiw | Паришів          |
| Lubjanka            | 12          | 612                | Poliske | Луб'янка         |
| Poliske (Stadt)     | 10          | 12,000             | Poliske | Поліське         |
| Otaschiw            | 10          | 71                 | Iwankiw | Оташів           |
| Ladyschytschi       | 8           | 683                | Iwankiw | Ладижичі         |
| Rudnja-Illinezka    | 8           | 114                | Iwankiw | Рудня-Іллінецька |
| Sapillja            | 5           | 2,849              | Iwankiw | Запілля          |
| Wiltscha (Stadt)    | 3           | 3,000              | Poliske | Вільча           |
| Nowoschepelytschi   | 2           | 1,683              | Iwankiw | Новошепеличі     |

Auch einige Familien leben illegal in der Stadt Tschornobyl, nachdem sie aus Gebieten außerhalb der Sperrzone übersiedelten, um der Armut zu entfliehen. Diese Menschen haben die Regierungsbefehle, das Land zu verlassen, ignoriert und sind Journalisten gegenüber feindselig eingestellt. Die örtliche Verwaltung behauptet, dass Hausbesetzer mehrere Häuser in der Stadt ohne die eigentliche Genehmigung der ursprünglichen Besitzer eingenommen haben.
Im April 2013 sagte die Ministerin für Sozialpolitik der Ukraine, Natalija Korolewska, die Siedler erhalten volle soziale Unterstützung von der Regierung, aber sie schloss die Möglichkeit der Legalisierung ihrer Wohnsitze in der Zone aus, da es immer noch verboten ist, dort zu leben. Die Ministerin sagte auch, das Ministerium registriere die illegalen Siedler nicht, schätzte aber ihre Anzahl für 2013 auf etwa 200 – 2000 Personen.